# Кулыке Карджасская волость
Кулыке Карджасская волость — казахская кочевая волость в Павлодарском уезде Семипалатинской области.

## История
Родоначальником Кулыке Карджасской волости является старший сын Олжакельды, Кулыке.

#### Волостные управители
За все свое существование (1833—1878) Кулыке Карджасская волость сменила всего двоих волостных управителей:
1. Муса Шорманов (1833—1843)
2. Мустафа Шорманов (1843—1878)

Баянаульский округ был упразднен в 1869 году, после этого волость просуществует ещё 9 лет под управлением Мустафы Шорманова. По новой реформе 1878 года, волость будет упразднена и совместно с бывшей Сатылган Алтынторинской будет уже в составе новой Баян-Аульской волости.

#### Роды
Кулыке Карджасская волость делилась на 4 основных рода.
- Алимбет

- Даулет

- Акша

- Жиенали
- Маман
- Манак

- Байболат

- Касаболат

- Бапак
- Жайпак
- Жанак
- Жылкайдар
- Табылды

- Умбет

- Ойым

- Баян
- Жаулыбай
- Коныр
- Отен

- Тели

- Анай

- Жадыгер
- Кудайкул
- Кул
- Мырзакул
- Нияз

- Талас

- Байконды
- Ельконды
- Кенжебай

- Токсан

- Тлеу

#### Братья Азнабаевы в восстании Кенесары
Тайжан и Сейтен Азнабаевы (1802 - 1839; 1800 - 1840) — одни из самых состоятельных людей XIX века. По сведениям Шокана Уалиханова, Азнабай Акмырзин вместе с сыновьями имел до 17 000 лошадей. В 1838 году Тайжан и Сейтен присоединяются к восстанию Кенесары Касымова и принимают самое активное участие.
Весь скот оставленный покойным Азнабаем своим сыновьям Сейтену и Тайжану, был передан братьями войску Кенесары..Машхур Жусуп
Сейтен и Тайжан Азнабаевы стали ближайшими сподвижниками Кенесары Касымова. Начиная с весны 1838 года они активно помогают силами и средствами восставшим. После смерти своего отца Азнабая во главе траурного каравана из 40 человек Сейтен отвозит тело покойного в Туркестан, вернувшись, включается в восстание. В результате предательства, царским властям удалось схватить Тайжана, его казнили, а семью отправили на вечное поселение в Туринск. В июле 1839 года в степь был направлен специальный отряд под командованием толмача Уткова для захвата Сейтена. По получении известия о поимке Сейтена начальник штаба Сибирского корпуса генерал майор Фондерсон писал: «Немедленно прислать в Омск Сейтена Азнабаева под строгим караулом и закованным».
Сейтен предстал перед царским судом при Омском ордонансгаузе. Во время судебного процесса полковник Лодыженский предупреждал Горчакова: «Сейтен по влиянию своему вреден для степи и оставлять его в ней значит нажить разбойника. Он несравненно хитрее и гораздо виновнее казненного брата». По приговору суда Сейтен был сослан в пожизненную ссылку, сибирскую тундру. Теперь царским властям казалось, что, после поимки зачинщика восстания, казахи Баянаульского округа вернуться на свои прежние кочевья, но они ошиблись. На смену Сей- тену Азнабаеву выдвинулись другие. Предводителем восставших казахов Тортульской волости Баянаульского окружного приказа был Таймас Бектасов. Впоследствии ему пришлось сыграть при Кенесары видную роль и стать одним из его ближайших советником по военным вопросам. Таймас Бектасов пользовался исключительным уважением Кенесары. В официальных документах того времени о Таймасе Бектасове говорится: «Он был безотлучным от Кенесары и во всяком нападении на русские отряды находился действующим лицом, давал нередко Кенесары советы, как противодействовать русским, за что его любил Кенесары, который почти из одной чаши делил с ним пищу».